# Eiche nordwestlich Höpperding

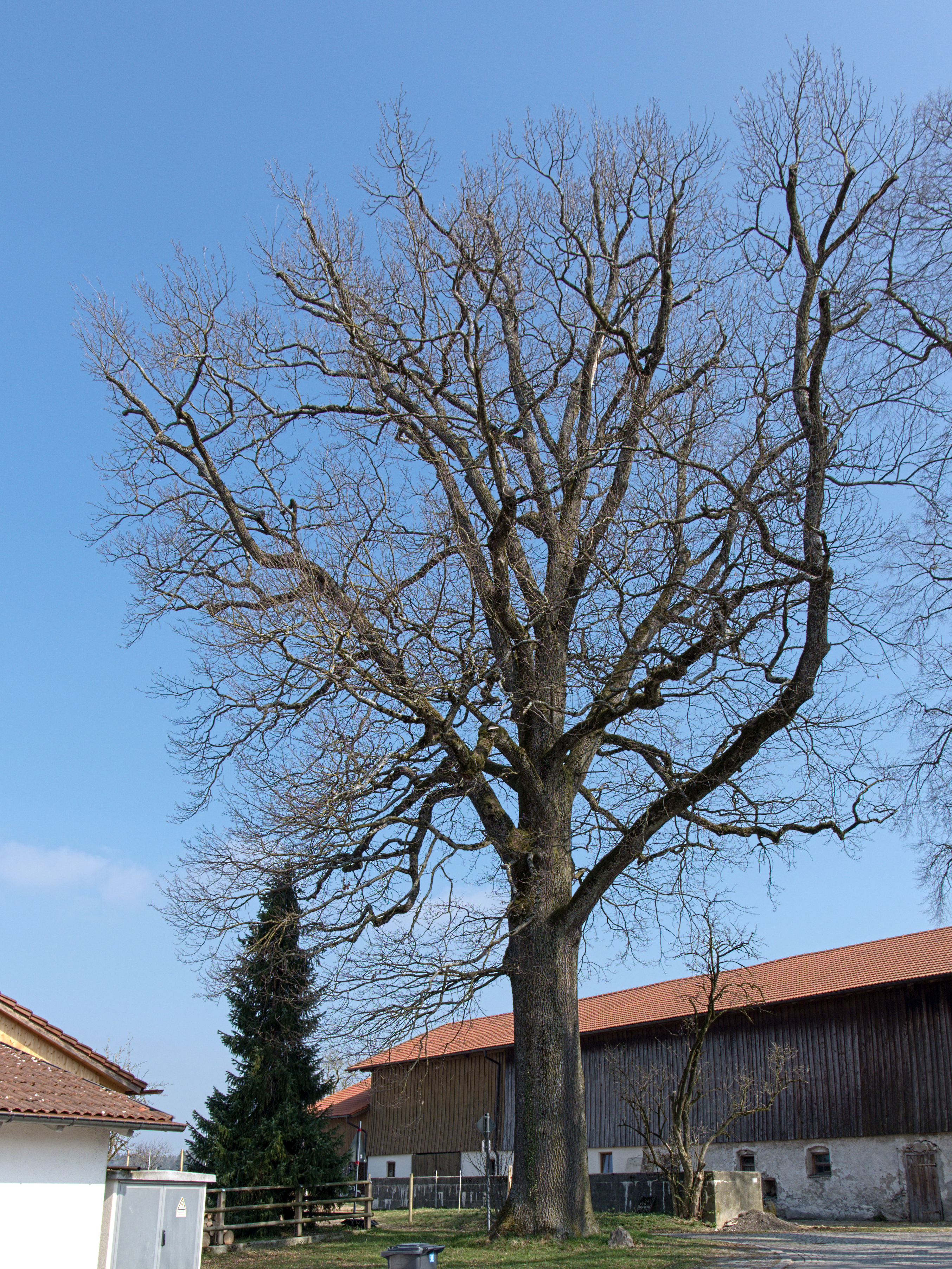
Eiche in Höpperding

Die Eiche nordwestlich Höpperding wurde 1994 als Naturdenkmal unter Schutz gestellt. 
Das Bayerische Landesamt für Umwelt (LfU) listet sie unter der Nummer ND-00134.

## Schutzzweck
Die Eiche wird als Naturdenkmal geschützt, weil ihre Erhaltung wegen ihrer hervorragenden Schönheit im öffentlichen Interesse liegt.

## Lageplan Amtsblatt

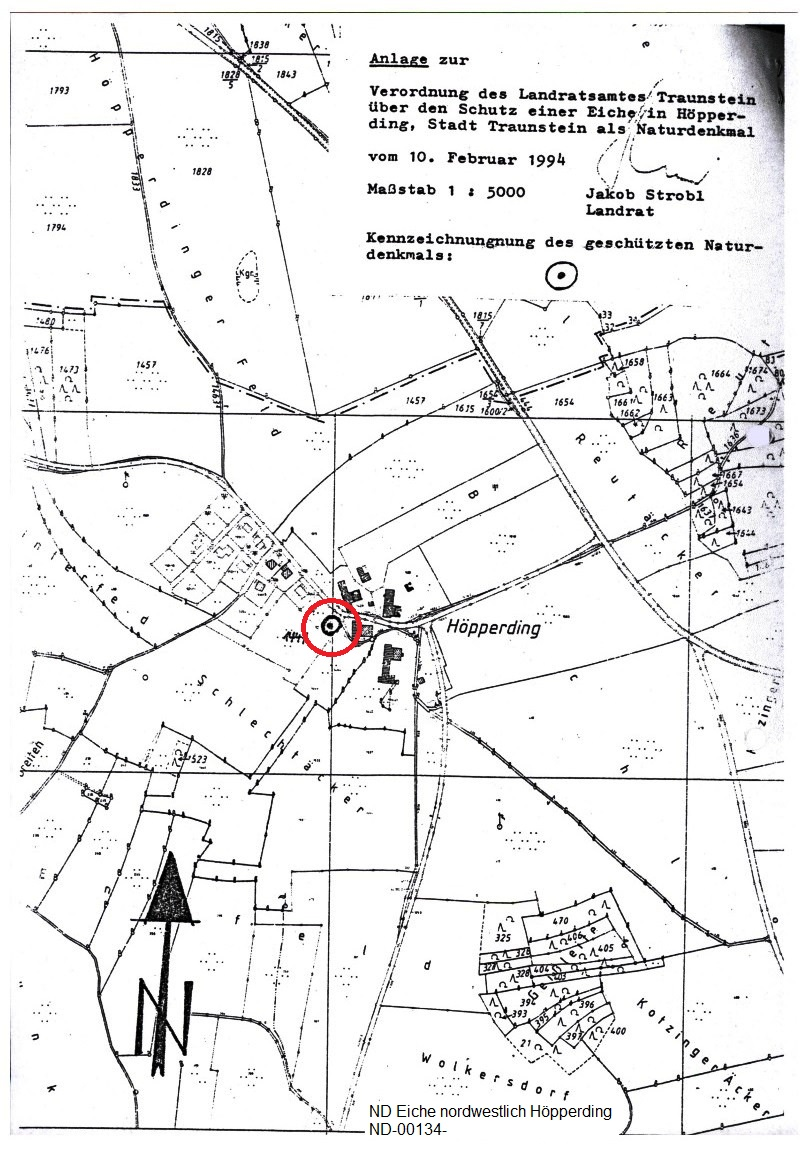
Lageplan Amtsblatt